# Нефернеферуатон
Анххеперура-мері Неферхеперура Нефернеферуатон-мері Уаенра (д/н — бл. 1332 до н. е.) — жінка-фараон часів занепаду XVIII династії бл. 1334–1332 роках до н. е. Її слід відрізняти від фараона Сменхкара, який також використовував тронне ім'я «Анххеперура», проте без будь-яких епітетів всередині свого картуша.

## Особистість
Приналежність до жіночої статі підтверджується характерними символами в її імені, а також завдяки епітету «Ахет-ен-хіс», тобто «Бажана для свого чоловіка», включеним в царський картуш в одній з версій її тронного імені. Її особисте ім'я, дане при народженні, звучало як «Нефертіті-Нефернеферуатон», що ускладнює точну ідентифікацію цієї цариці. Найбільш чітка згадка про Нефернеферуатон є в ієратичному написі гробниці Паірї.
Стосовно спадкоємності Нефернеферуатон і Сменхкара немає певного порозуміння серед дослідників. З тої причини, що від часу їх правління збереглося дуже небагато пам'ятників, сьогодні неможливо з упевненістю визначити порядок їх правління. Час правління цих фараонів був дуже нетривалим, і за допомогою небагатьох збережених пам'яток і записаних свідчень поки неможливо достеменно відтворити чітку картину політичних подій того періоду.
Тривалий час було прийнято вважати, що Сменхкара обійняв місце співрегента поруч з Ехнатоном, починаючи приблизно з 15-го року правління останнього (між 1338 та 1336 роками до н. е.) і використовуючи тронне ім'я Анххеперура. В якийсь момент, щоб відзначити початок свого одноосібного царювання, він змінив своє ім'я на Анххеперура Нефернеферуатон. Відповідно до альтернативної теорії, під ім'ям «Нефернеферуатон» виступала цариця Нефертіті, в деяких версіях приймаючи також образ фараона-чоловіка і використовуючи для цього ім'я «Сменхкара». Втім з середини 1970-х років ці гіпотез були в значній мірі спростовані.
Незабаром виявлені свідоцтва, що вказують на наявність в часи Ехнатона жінки-співволодаря, проте унікальна ситуація з використанням такого ж тронного імені, як і у фараона-чоловіка Сменхкара, привела до певної плутанини.
У 1988 році єгиптологу Джеймсу П. Аллену вдалося відокремити Нефернеферуатон від Сменхкара, зазначивши, що ім'я Анххеперура писалося по-різному в залежності від того, чи було воно пов'язане зі Сменхкара або з Нефернеферуатон. У поєднанні з Нефернеферуатон в тронне ім'я включався епітет «бажана для Уаенра», маючи на увазі Ехнатона. Також не було зафіксовано жодного випадку, коли «довгі» варіанти тронного імені (тобто ті, які включали в себе різні епітети) могли згадуватися з особистим ім'ям Сменхкара або «короткі» його версії зв'язувалися з Нефернеферуатон. Вчений також відзначив, що ієрогліфічний символ очерету (jtn), присутній в імені Нефернеферуатон, завжди розгорнуто в бік символу жінки, що сидить. Це визначає наприкінці імені зв'язок з образом Нефертіті. Для чоловічої форми імені Анххеперура символ очерету не використовується. Це може означати, що даний елемент або вказує на окрему особистість на ім'я Нефернеферуатон, що мала всі привілеї Нефертіті, або ж ототожнює цих двох жінок між собою.
Основним аргументом проти ототожнювання Нефернеферуатон з Нефертіті виступає те, що вона, швидше за все, померла відразу після 12-го року правління Ехнатона (між 1341 та 1339 роками до н. е.), оскільки цим періодом датуються останні загальновідомі згадки про неї. Виходячи із загальних спостережень, звичайно, коли ім'я будь-кого з представників царського сімейства пропадає з написів і зображень, то це означає, що він просто помер.
Плутанині Нефернеферуатон з Нефертіті сприяло те, що в особисте ім'я першої також входить ім'я «Нефертіті». Цю особливість доводить знахідка 2012 року Левенської археологічної місії, якою було знайдено ієратичний напис 16 року царювання Ехнатона (приблизно 1337–1335 років до н. е.), в якому Нефернеферуатон-Нефертіті згадується як Велика цариця. Втім низка дослідників вважають, що виявлений напис свідчить про ранню Нефертіті, що згодом прийняла ім'я Анххеперура Нефернеферуатон, під яким правила після смерті чоловіка.
Висувалася також теорія, що під іменем Нефернеферуатон деякий час діяла Мерітатон, донька Ехнатона. Більшість єгиптологів вважають, що під іменами «Мерітатон» і «Нефернеферуатон» існували дві різні людини.
У 2006 році висунуто теорію, за якою Нефернеферуатон є донькою Ехнатона відомою під іменем Нефернеферуатон-ташеріт. Проте вік останньої є основним запереченням проти даної теорії. Як вважають вчені, на момент смерті Ехнатона дівчинці було приблизно 10 років.

## Володарювання
Усі епітети Нефернеферуатон умовно поділяються на 3 групи:
1. Одні зазвичай означають «необхідний».
2. Вони час від часу можуть бути замінені на «корисна для чоловіка».
3. У деяких випадках в імені поряд з жіночими атрибутами може бути присутнім термін «виправданий» (мет-херу), що є показником того, що людина вже померла.

На основі цього висунуто теорію, за якою саме Нефернеферуатон стає співволодарем Ехнатогна між 1338 та 1336 роками до н.е, тобто за декілька років до смерті цього фараона.
Приблизно 1334 року до н. е. Нефернеферуатон стає одноосібним володарем. Висувається припущення, що ім'я «Анххеперура» було прийнято, щоб підкреслити легітимність вступу на царський престол на противагу претензіям Сменхкара, який виступав проти цього. Тобто поряд із Сменхкара місце співправителя і його конкурента в царському палаці могла отримати Нефернеферуатон. Таке пояснення було запропоновано як логічна інтерпретація наявних відомостей та природи епітетів, а також використання однакових тронних імен й того, чому Нефернеферуатон було відмовлено в царському похованні.
Невідомо, за яких обставин Нефернеферуатон померла: від природних причин, або внаслідок змови. В усілякому разі на сьогодні вважається, що вона володарювала 2 роки і 1 місяць. Померла приблизно 1332 року до н. е.
Втім відповідно до теорії «Амарнського занепаду» єгиптолога Айдана Додсона, правління фараона Сменхкара було не пізніше, ніж в 13/14 або 14/15 роках правління Ехнатона. У разі відповідності цієї гіпотези, Сменхкара взагалі не міг бути самостійним володарем і виступав лише як співрегент протягом одного року, а Нефернеферуатон, таким чином, царювала вже після нього (після 1333 року до н. е.). Також за цією теорією Нефернеферуатон-Нефертіті була матір'ю Тутанхатона (майбутнього фараона Тутуанхамона), бувши деякий час регентшею на початку правління сина. Втім експертиза ДНК спростувала цю теорію.
На проведеному в 2011 році в Метрополітен-музеї симпозіумі щодо фараона Хоремхебе була вирішено датувати володарювання Нефернеферуатон після смерті свого чоловіка Ехнатона.

## Поховальні речі
Певна кількість речей з гробниці Тутанхамона спочатку були адресовані Нефернеферуатон. До них відносять вишукану золоту пектораль із зображенням богині Нут, кам'яний саркофаг, тканину для обгортання мумії, царські фігурки, скриньки для зберігання каноп, різні браслети і ушебти. Також дослідники вважають, що багато інших предметів також могли призначатися спочатку для жінки, ґрунтуючись на стилі їх виготовлення, хоча стерте ім'я колишнього власника і не підлягає відновленню.
Особливий інтерес у питанні про жінку-цариці представляє невелика деталь дерев'яної коробки, на якій є напис: «Цар Верхнього і Нижнього Єгипту, істинно живе, Володар Двох Земель, Неферхеперура-Уаенра. Син Ра, істинно живе, Власник Корони, Ехнатон, Великий цар Верхнього і Нижнього Єгипту, Володар Обох Земель, Анххеперура Мері-Неферхеперра, Син Ра, Власник Корони, Нефернеферуатон Мері-Уаенра, Велика царська дружина, Меритатон, нехай вона живе вічно».
Ймовірно спадкоємець Нефернеферуатон повністю позбавив її місця поховання та будь-яких почестей, а пізніше, за володарювання фараона Хоремхеба, весь Амарнський період став розглядатися як неправильний, тому усі фараони від Ехнатона до Ейє були «викреслені» з історії.